# Йоан Кортасмен
Йоан Кортасмен или Игнаций Кортасмен (Johannes Chortasmenos, също Ignatios от Selymbria; * 1370; † 1436 или 1437 г.) е универсален учен и митрополит на Силистра.
Като нотар на патриаршеската канцелария на Константинопол той реставрира през 1406 г. написания ръкопис от 512 г. Виенски Dioskurides. Преписва гръцки произведения от majuskel (големи букви) с minuskel (малки букви) и номерира листовете.
Висарион Никейски от Трапезунд следва при него от 1416 г.